# Aceros

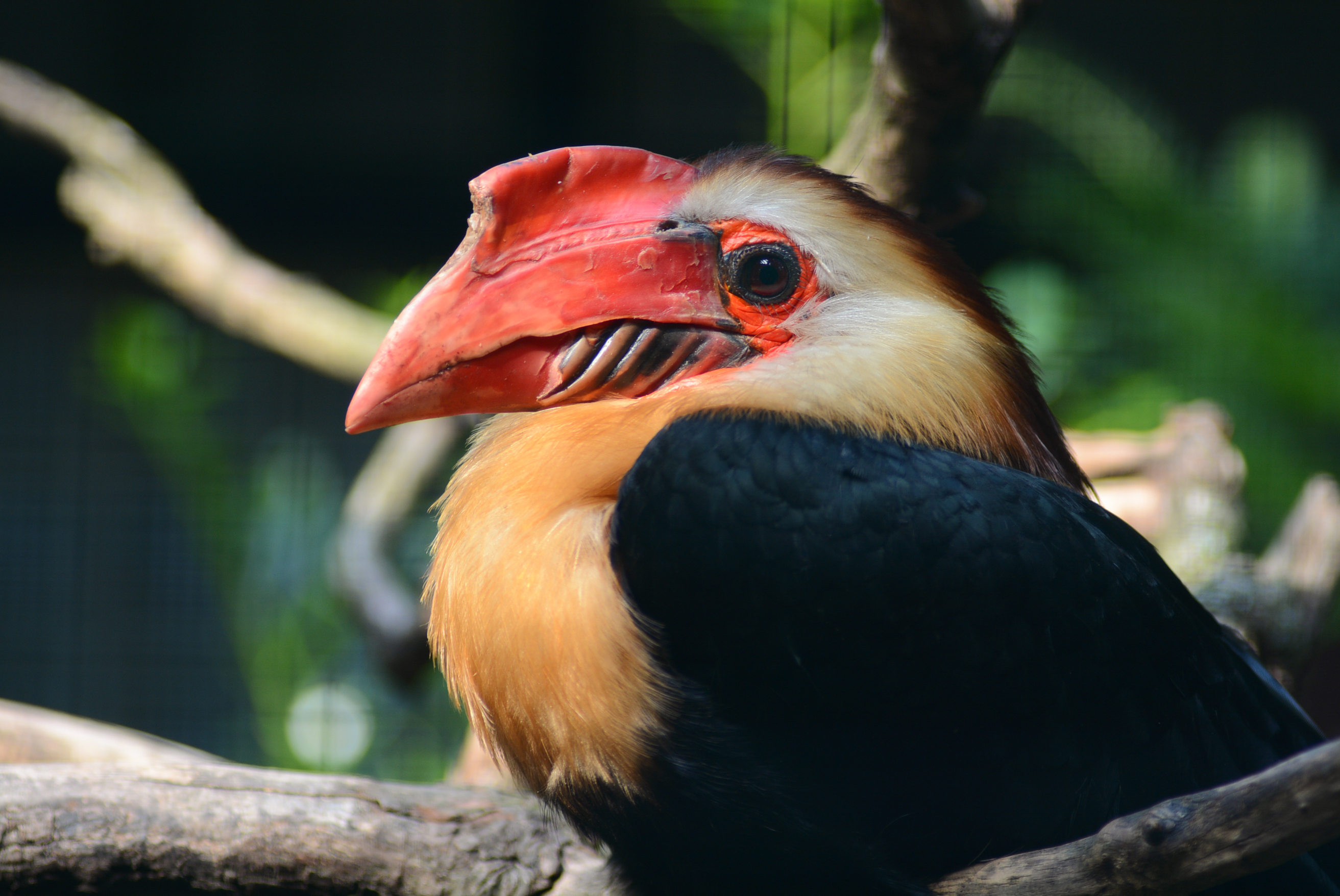

Az Aceros a madarak osztályába, a szarvascsőrűmadár-alakúak (Bucerotiformes) rendjébe és a szarvascsőrűmadár-félék (Bucerotidae) családjába tartozó nem.
Nagyon közeli rokonságban állnak az ide tartozó fajok a Rhyticeros nembe sorolt szarvascsőrűekkel. Sok taxonómus egybe is olvasztja a két nemet, és a Rhyticeros fajokat is az Aceros nembe sorolja.
Más rendszerek elfogadják a Rhytecorost különálló nemnek. 
Általánosan az itt felsorolt fajokat sorolják az Aceros nembe, de néhány rendszerezéssel foglalkozó kutató szinte valamennyi Aceros fajt inkább a Rhyticeros nembe sorolja, csak a vöröshasú szarvascsőrűt (Aceros nipalensis) hagyja meg, mint az Aceros nem egyetlen képviselőjét.

## Rendszerezés
A nembe az alábbi 5 faj tartozik:
- vöröshasú szarvascsőrű (Aceros nipalensis)
- ráncos szarvascsőrű (Aceros corrugatus)
- vörösnyakú szarvascsőrű (Aceros waldeni)
- sárganyakú szarvascsőrű (Aceros leucocephalus)

A következő 4 fajt is ide sorolják olykor
- sisakos goge (Rhyticeros cassidix vagy Aceros cassidix)
- andamáni szarvascsőrű (Aceros narcondami) vagy (Rhyticeros narcondami)
- szumbai szarvascsőrű (Aceros everetti) vagy (Rhyticeros everetti)
- sárgatorkú szarvascsőrűmadár (Aceros subruficollis) vagy (Rhyticeros subruficollis)
- pápua szarvascsőrű (Aceros plicatus) vagy (Rhyticeros plicatus)